# مارجو ديديك
مارجو ديديك (بالبولندية: Małgorzata Dydek) مواليد 28 أبريل 1974 في وارسو - الوفاة 27 مايو 2011، كانت لاعبة كرة سلة بولندية بدأت مسيرتها الاحترافية في سنة 1998.. بلغ طولها 7 قدم 2 بوصة (2.2 م). مثلت منتخب بلادها. شاركت في دورة الألعاب الأولمبية الصيفية سنة 2000. اعتزلت اللعب في 2008. شاركت مرتين في مباراة كل النجوم.

## المسيرة الاحترافية
لعبت مع سان أنطونيو ستارز في موسم 2003–2004، ثم لعبت مع كونيتيكت صن من سنة 2005 إلى 2007، ثم لعبت مع لوس أنجلوس سباركس في سنة 2008.

## روابط خارجية
- مارجو ديديك على موقع الاتحاد الدولي لكرة السلة (الإنجليزية)
- مارجو ديديك على موقع الاتحاد الوطني لكرة السلة النسائية (الإنجليزية)
- مارجو ديديك على موقع كرة السلة الأوروبية.كوم (الإنجليزية)
- مارجو ديديك على موقع بروبوليرز (الإنجليزية)
- مارجو ديديك على موقع سبورتس رفرنس (الإنجليزية)
- مارجو ديديك على موقع سبورتس رفرنس (الإنجليزية)
- مارجو ديديك على موقع اللجنة الأولمبية الدولية (الإنجليزية)
- مارجو ديديك على موقع أوليمبيديا (الإنجليزية)
- مارجو ديديك على موقع اللجنة الأولمبية البولندية (مؤرشف) (البولندية)